# Велма Данн
Велма Данн (англ. Velma Dunn, 9 жовтня 1918 — 8 травня 2007) — американська стрибунка у воду.
Срібна медалістка Олімпійських Ігор 1936 року.